# Grand Island (Nebraska)
Grand Island è una città e capoluogo della contea di Hall, Nebraska, Stati Uniti. La popolazione è di 51 267 abitanti.
Grand Island è la città principale dell'area metropolitana di Grand Island, che comprende le contee di Hall, Merrick, Howard e Hamilton. L'area metropolitana di Grand Island ha una popolazione ufficiale di 83 472 residenti.
Grand Island è stata insignita del premio All-America City Award per tre volte (1955, 1967 e 1981-1982) dalla National Civic League.
Grand Island è la sede del Nebraska Law Enforcement Training Center (NLETC), che è l'unica agenzia responsabile nella formazione dei funzionari delle forze dell'ordine in tutto lo stato, così come la sede del Southern Power District che serve il Nebraska meridionale.

## Geografia fisica
Secondo lo United States Census Bureau, ha un'area totale di 28,55 mi² (73,94 km²).

## Storia
Nel 1857, 35 coloni tedeschi lasciarono Davenport, Iowa, e si diressero a ovest verso il Nebraska per iniziare un nuovo insediamento su un'isola conosciuta dai commercianti francesi come La Grande Isle, che era formata dal fiume Wood e dal fiume Platte. I coloni raggiunsero la loro destinazione il 4 luglio 1857 e, entro settembre, costruirono abitazioni usando il legname locale. Nei nove anni successivi, i coloni dovettero superare molte difficoltà, tra cui bufere di neve e conflitti con i nativi americani. Istituirono fattorie ma inizialmente non avevano mercato per vendere i loro beni fino a quando non fu aperto un mercato a Fort Kearny. Quando iniziò la Pike's Peak Gold Rush, Grand Island fu l'ultima città ad avere rifornimenti prima che gli emigranti attraversassero le pianure.
I topografi della Union Pacific Railroad (UP) progettarono una città chiamata Grand Island Station e molti coloni che vivono a Grand Island si trasferirono nella nuova città, situata leggermente nell'entroterra dell'isola. Nel 1868 la ferrovia raggiunse l'area, portando un aumento degli scambi e degli affari. Grand Island divenne il capolinea della divisione est della ferrovia e la sede delle strutture di servizio della UP per le loro locomotive in città, nonché un elegante hotel per passeggeri che forniva una spinta per l'economia locale. Il costo della ferrovia che arrivava in città era la denudazione della maggior parte degli alberi di legno duro sull'isola da usare come legame per la ferrovia. Nel 1870, nella città vivevano 1 057 persone e nel 1872 la città fu incorporata come Grand Island.
Verso il 1890, le barbabietole da zucchero furono introdotte come coltura nel Nebraska. La prima fabbrica di lavorazione della barbabietola da zucchero negli Stati Uniti fu costruita nella parte sud-ovest di Grand Island.

## Società

### Evoluzione demografica
Secondo il censimento del 2010, la popolazione era di 48 520 abitanti.

### Etnie e minoranze straniere
Secondo il censimento del 2010, la composizione etnica della città era formata dall'80,0% di bianchi, il 2,1% di afroamericani, l'1,0% di nativi americani, l'1,2% di asiatici, lo 0,2% di oceanici, il 13,1% di altre razze, e il 2,4% di due o più etnie. Ispanici o latinos di qualunque razza erano il 26,7% della popolazione.